# Al-Balad
Al-Balad (La Città) è la novantesima Sura del Corano, una sura meccana composta da 20 versetti. Questa sura tratta principalmente dei doveri morali degli esseri umani e dell'importanza della fede, della giustizia e della beneficenza.

## Contenuto

### Descrizione della Città
Versetti 1-4: La sura si apre con una descrizione della città (Makkah), considerata un luogo sacro e un centro di fede, e della responsabilità degli abitanti verso Dio.

### I Doversi Morali
Versetti 5-10: Viene sottolineata l'importanza dei doveri morali degli esseri umani, come la fede in Dio, la giustizia, la benevolenza verso gli altri e l'adempimento degli impegni presi.

### L'Invito alla Riflessione
Versetti 11-16: Gli ascoltatori sono invitati a riflettere sulle difficoltà della vita e sulla necessità di perseverare nella fede e nelle azioni giuste nonostante le avversità.

### La Differenza tra i Giusti e i Trasgressori
Versetti 17-20: Viene descritta la differenza tra i giusti, che credono e compiono azioni giuste, e i trasgressori, che rifiutano il messaggio divino e compiono azioni ingiuste.

## Analisi
La Sura Al-Balad è importante perché sottolinea i doveri morali degli esseri umani e l'importanza della fede, della giustizia e della beneficenza nella vita di ogni individuo. Essa invita gli ascoltatori a riflettere sul significato della vita e sulla necessità di perseverare nella fede e nelle azioni giuste nonostante le difficoltà incontrate. Inoltre, la sura descrive la differenza tra i giusti e i trasgressori, enfatizzando la ricompensa dei giusti e la punizione dei trasgressori nel Giorno del Giudizio. La sura è quindi significativa per la sua testimonianza della moralità e della responsabilità umana di fronte a Dio e alla comunità.